# Code de construction des appareils à pression non soumis à la flamme
 (juin 2021).
La mise en forme du texte ne suit pas les recommandations de Wikipédia : il faut le « wikifier ».
Les points d'amélioration suivants sont les cas les plus fréquents. Le détail des points à revoir est peut-être précisé sur la page de discussion.
- Les titres sont pré-formatés par le logiciel. Ils ne sont ni en capitales, ni en gras.
- Le texte ne doit pas être écrit en capitales (les noms de famille non plus), ni en gras, ni en italique, ni en « petit »…
- Le gras n'est utilisé que pour surligner le titre de l'article dans l'introduction, une seule fois.
- L'italique est rarement utilisé : mots en langue étrangère, titres d'œuvres, noms de bateaux, etc.
- Les citations ne sont pas en italique mais en corps de texte normal. Elles sont entourées par des guillemets français : « et ».
- Les listes à puces sont à éviter, des paragraphes rédigés étant largement préférés. Les tableaux sont à réserver à la présentation de données structurées (résultats, etc.).
- Les appels de note de bas de page (petits chiffres en exposant, introduits par l'outil «  Source ») sont à placer entre la fin de phrase et le point final[comme ça].
- Les liens internes (vers d'autres articles de Wikipédia) sont à choisir avec parcimonie. Créez des liens vers des articles approfondissant le sujet. Les termes génériques sans rapport avec le sujet sont à éviter, ainsi que les répétitions de liens vers un même terme.
- Les liens externes sont à placer uniquement dans une section « Liens externes », à la fin de l'article. Ces liens sont à choisir avec parcimonie suivant les règles définies. Si un lien sert de source à l'article, son insertion dans le texte est à faire par les notes de bas de page.
- La présentation des références doit suivre les conventions bibliographiques. Il est recommandé d'utiliser les modèles {{Ouvrage}}, {{Chapitre}}, {{Article}}, {{Lien web}} et/ou {{Bibliographie}}. Le mode d'édition visuel peut mettre en forme automatiquement les références.
- Insérer une infobox (cadre d'informations à droite) n'est pas obligatoire pour parachever la mise en page.

Pour une aide détaillée, merci de consulter Aide:Wikification.
Si vous pensez que ces points ont été résolus, vous pouvez retirer ce bandeau et améliorer la mise en forme d'un autre article.
Le code de construction des appareils à pression non soumis à l’action de la flamme (CODAP) est un guide français de bonnes pratiques élaboré par France Chaudronnerie (ex SNCT – Syndicat National de la Chaudronnerie – Tuyauterie – Tôlerie & Maintenance Industrielle), syndicat national du secteur. 

## Caractéristiques
Le CODAP existe depuis 1940 et compte plus de 10 éditions, dont la plus récente date de 2022. Il vise à recueillir le savoir-faire de la profession, notamment en matière de sécurité.
Le CODAP définit les exigences minimales requises pour :
- Le choix des matériaux ;
- Les conditions d’approvisionnement et de contrôle des produits (produits plats, tubes et composants tubulaires, pièces forgées et pièces moulées) mis en œuvre ;
- Le dimensionnement ;
- Les opérations de fabrication ;
- Les contrôles à effectuer en cours et en fin de fabrication et les modalités d’inspection, afin d’assurer la sécurité de ces appareils dans des conditions normales d’exploitation.

NOTE : On confère à la plupart des codes de construction une « présomption de conformité » à la réglementation DESP 14/68/UE par le bon emploi des méthodes fournies.[réf. nécessaire]
Le CODAP est divisé en 2 divisions. La première s’applique aux appareils sous pression les plus courants à fabriquer avec les matériaux les plus fréquemment utilisés, tandis que la division 2 concerne les appareils plus complexes.
Principales différences :
|                           | Division 1                                                      | Division 2                                                                                              |
| ------------------------- | --------------------------------------------------------------- | --- |
| Matériau                  | Acier au Carbone Inox austénitique Aluminium et Alliages Cuivre | En plus: Aciers faiblement alliés Aciers alliés Nickel et Alliages Cuivre et Alliages Titane, Zirconium |
| Contrôle Matériau         | Non spécifique                                                  | Spécifique                                                                                              |
| Catégorie de construction | B2, C                                                           | A, B1, B2                                                                                               |
|                           | Pas de fluage Pas de fatigue                                    | Fluage Fatigue Dimensionnement par analyse des contraintes (C10)                                        |

## Structure
Le CODAP se compose de 4 parties :
- Partie G – Généralités
- Partie C – Conception et Calculs
- Partie F – Fabrication
- Partie CE – Contrôles, Essais & Inspection

### Partie G
- Les domaines et modalités d’application en fonction de la réglementation applicable
- Les principes généraux sur lesquels sont basées les règles et les conditions préalables à leurs applications
- Les notions de catégorie de construction

### Partie C
Permet après inventaire détaillé des sollicitations mécaniques et thermiques auxquelles sera soumis l’appareil sous pression :
- D’en déterminer les épaisseurs et dimensions
- D’en découvrir les assemblages

Afin de prévenir les différents modes possibles de défaillances de l’appareil.

### Partie F
Concerne les opérations de :
- Découpage
- Formage
- Assemblage
- Soudage
- Traitement thermique, etc…

En vue d’obtenir les caractéristiques prévues pour les matériaux de base et les assemblages dans les conditions d’emploi de l’appareil.

### Partie CE
Concerne les opérations à effectuer pour vérifier : 
- Que l’ensemble des prescriptions ont bien été observées
- Que la qualité de l’appareil réalisée assure la sécurité d’exploitation attendue

Le CODAP est complété par :
Le CT MATERIAUX qui a pour but de vous accompagner dans :
- Le Choix des matériaux
- La rédaction des Commandes
- Les Conditions d’approvisionnement et de contrôle des produits
- Le choix des documents de réception
- La prévention du risque de rupture fragile
- La réalisation d’Evaluation Particulière de Matériaux (EPM) relatives à un certain nombre de spécification (NF A, ASTM/ASME, DIN).

Le CT MAINTENANCE ESP contient et remplace anciennement le CODAP Division 3.
- Permettre d’identifier les exigences réglementaires d’un appareil déjà en service (avant l’apparition de la DESP),
- Permettre d’évaluer l’état d’un appareil,
- Proposer des solutions techniques pour des réparations,

## Remarques
- La partie C inclut des règles permettant de vérifier la tenue de l'appareil à la fatigue.
- Les matériaux autorisés sont majoritairement des matériaux suivant les normes européennes (principalement de la série EN 10028 pour les aciers), cependant, depuis l'édition 2005 certains matériaux suivant l'ASTM (American Society for Testing and Materials) sont autorisés car très répandus.

## Démarche générale de dimensionnement
La première étape de dimensionnement d'un appareil de pression consiste à déterminer sa classe de risque. La démarche est similaire à une AMDEC. On prend en compte :
- l'énergie libérable par une explosion, qui dépend de la pression (p) et du volume (V) de l’appareil ; à titre indicatif, cette énergie était caractérisée suivant 4 niveaux dans le CODAP 1980 (révision 81-11) :
  - très grande si p ≥ 50 bar ou p2⋅V ≥ 20 000 bar2⋅m3,
  - grande si p ≥ 20 bar ou p2⋅V ≥ 4 000 bar2⋅m3,
  - moyenne si p ≥ 4 bar ou p2⋅V ≥ 400 bar2⋅m3,
  - faible si p < 4 bar et p2⋅V < 400 bar2⋅m3, ou pour les appareils soumis à dépression ;
- le type de gaz ou de liquide : groupe I (fluide dangereux) ou groupe II ;
- les facteurs de défaillance : surchauffe, variation brusque de la température ou de la pression, corrosion, …
- les conséquences d'une défaillance : dangerosité d'une fuite (température, toxicité), présence de personnes à proximité, présence d'un autre appareil à proximité, impact économique, …

Une matrice de criticité détermine une classe de construction : de A (risque le plus élevé) à D (risque faible).
Cette catégorie de construction détermine :
- le calcul de la « contrainte nominale de calcul » ƒ, à partir de la limite d'élasticité Re (ou Rp0,2 lorsque cela s'applique) et de la résistance à la traction Rm ; de ƒ1 (coefficient de sécurité faible) à ƒ3 (coefficient de sécurité fort) ;
- le coefficient de soudure z, de 0,7 à 1 ;
- le type de réception (contrôles à effectuer avant mise en service), de r1 (le plus exigeant) à r3 (le moins exigeant).

À partir de ces données, on calcule entre autres :
- l'épaisseur de la paroi, avec des formules dérivées du calcul de la contrainte dans une enveloppe cylindrique mince : {\displaystyle \sigma ={\frac {\mathrm {P} \mathrm {D_{m}} }{2e}}} avec
  - σ : contrainte en MPa, σ devant être inférieure à ƒ ;
  - P : pression du gaz ou liquide en MPa,
  - Dm : diamètre moyen de l'appareil en mm,
  - e : épaisseur de la paroi en mm ;
- les dimensions des soudures ;
- les dimensions de la boulonnerie des brides.

## Édition et mises à jour
Le Comité de Direction du CODAP, constitué d’experts, d’industriels, d’organismes de contrôle et de Centres techniques, se réunissant régulièrement, et analyse tous les retours d’expérience des utilisateurs du CODAP.
Il est élaboré, rédigé, diffusé et édité par France Chaudronnerie Solutions, filiale du France Chaudronnerie. Il est mis à jour tous les 2 ans, la nouvelle version incluant les évolutions de règlementation, de normes et de la technique.